# المادة الحادية والعشرون من قانون اللوائح الفيدرالية
هذه المادة هي جزء من قانون اللوائح الفيدرالية التي تنظم عمل مجموعه من المنظمات المجتمعية حيث أنها تتحكم في الغذاء والعقاقير من خلال منظمه الغذاء والدواء بالولايات المتحدة ومنظمه تطبيق الدواء (DEA)، ومكتب السياسة الوطنية لمكافحة المخدرات (ONDCP). تنقسم هذه المسودة إلى ثلاث فصول منظمة الغذاء والدواء، منظمة تطبيق الدواء، وكتاب السياسة الوطنية للتحكم في الدواء.